# Аденозин
Адениозинът е пуринов нуклеозид, изграден от нуклеотидната база аденин, свързан за монозахарида рибоза (рибофураноза) посредством β-N9-гликозидна връзка.
Аденозинът играе важна роля в биохимичните процеси като трансфер на енергия (под формата на аденозинтрифосфат и аденозиндифосфат), както и в сигналната трансдукция като вторичен посредник цикличен аденозинмонофосфат цАМФ. Той също така е и инхибиторен невротрансмитер, участващ в поддържането на състоянието на сън и потискащ събуждането, като нивата му се повишават с напредване на времето на бодърстване.
Кофеинът е антагонист на аденозина на рецептора му в мозъка.